# Општина Униреа (Браила)
Униреа (рум. Unirea) општина је у Румунији у округу Браила.
Oпштина се налази на надморској висини од 10 m.